# Валакампяй
Валакупяй (Валакампяй; лит.Valakupiai, Valakampiai)  — район Вильнюса, расположенный к северо-востоку от центра города, на левом берегу реки Вилия (Нярис), в её излучине. На востоке ограничен Неменчинским шоссе, на севере граничит с Турнишкес. На юге Валакампяйский мост ведет в район Жирмунай. Относится к Антакальнисскому староству.
Микрорайон Валакупяй расположен в излучине реки Вилия, практически вся территория района покрыта Валакумпяйским лесом. В районе находятся дачи, частные дома, санатории, рестораны. Есть реабилитационный центр, социальные службы и детские дома.  На берегу Вилии (Нярис) есть два пляжа. Ближе к 1-му открывается обнажение Валакупяй.

## Транспорт
Валакупяй обслуживает автобус № 15.

## История
В 1905 году в застенке Валакупяй Мицкунской волости проживало 36 человек. В то время на месте нынешней улицы Вайдилутес существовало отдельное поселение Тартак («лесопилка») (8 жителей). В 1931 году в селе Валакупяй проживало 155 человек. 